# Уете
Уете (ісп. Huete) — муніципалітет в Іспанії, у складі автономної спільноти Кастилія-Ла-Манча, у провінції Куенка. Населення — 2034 особи (2010).
Муніципалітет розташований на відстані близько 90 км на схід від Мадрида, 47 км на захід від Куенки.
На території муніципалітету розташовані такі населені пункти: (дані про населення за 2010 рік)
- Бонілья: 26 осіб
- Карасенілья: 60 осіб
- Кастільєхо-дель-Ромераль: 63 особи
- Уете: 1772 особи
- Ла-Ланга: 8 осіб
- Монкальвільйо-дель-Уете: 31 особа
- Саседа-дель-Ріо: 7 осіб
- Вальдеморо-дель-Рей: 31 особа
- Вердельпіно-де-Уете: 36 осіб

## Примітки

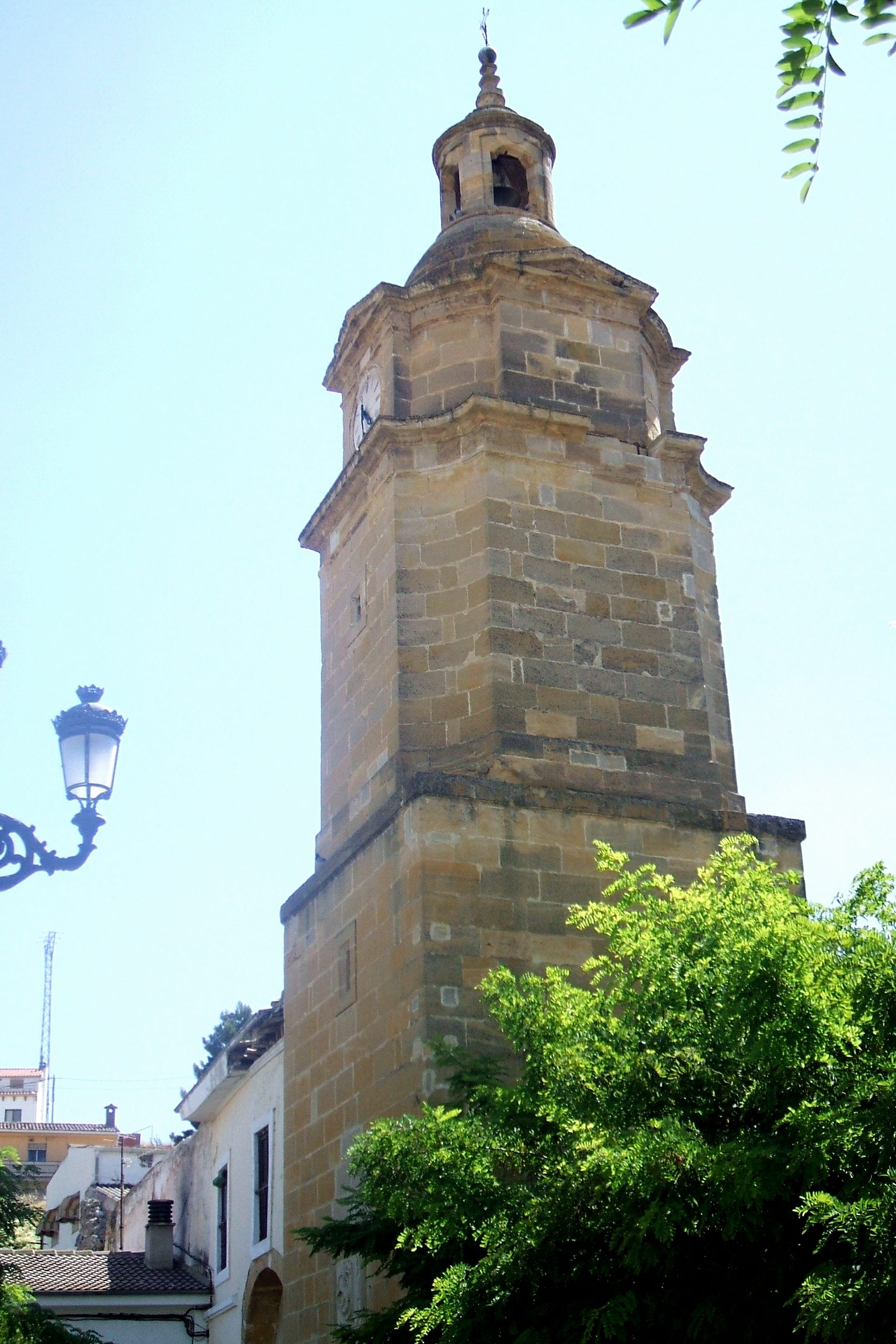
Torre del Reloj.

## Демографія
Динаміка населення (INE ):

## Галерея зображень

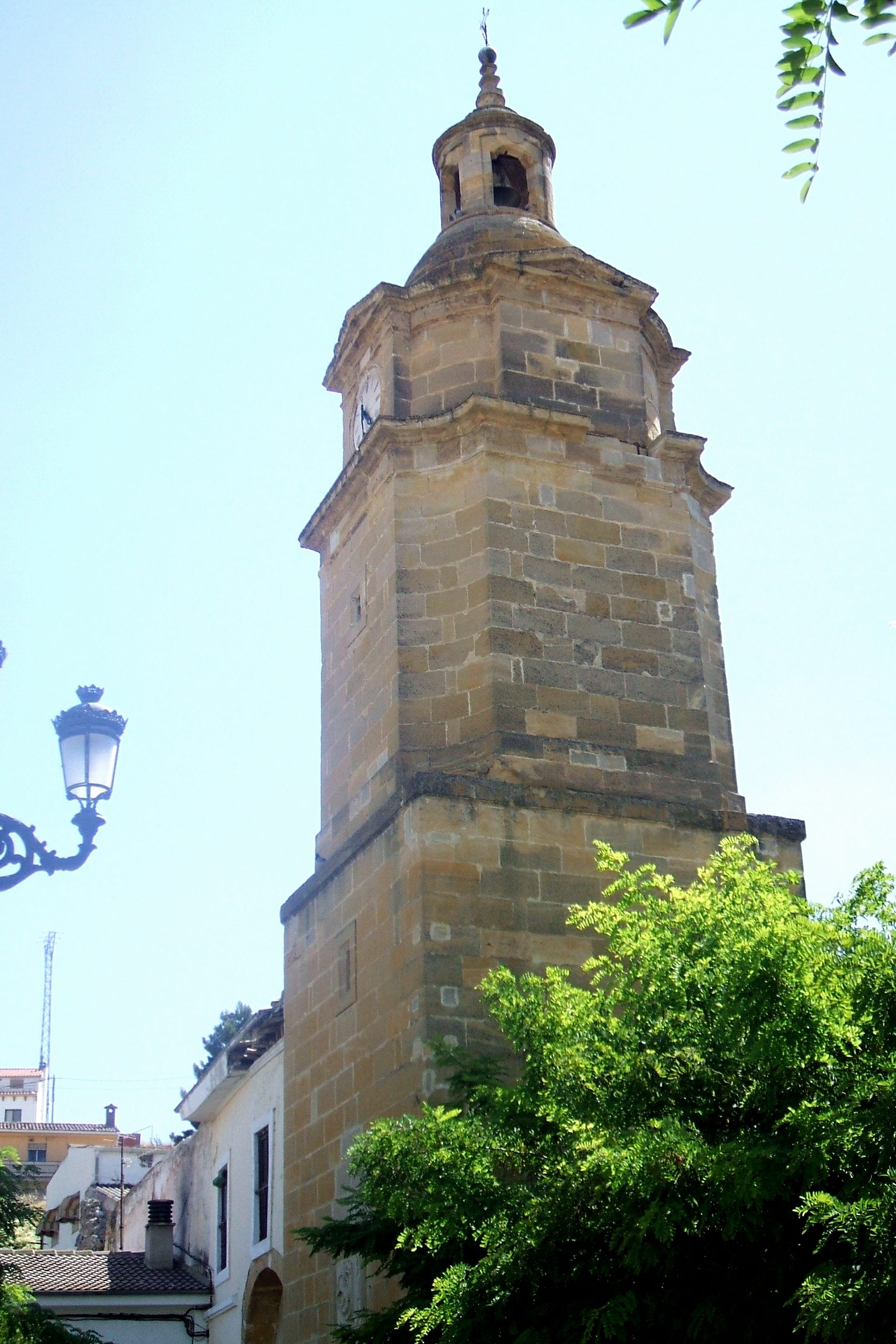
Годинникова вежа